# Peter Forrest
Pour les articles homonymes, voir Forrest.
Peter James Forrest est un joueur de cricket international australien né le 15 novembre 1985 à Windsor. Ce batteur débute avec l'équipe de Nouvelle-Galles du Sud en 2007, avant de rejoindre le Queensland à partir de la saison 2011-2012. Il dispute son premier One-day International (ODI) avec la sélection nationale australienne en février 2012.

## Biographie
Peter Forrest naît le 15 novembre 1985 à Windsor, en Nouvelle-Galles du Sud. Il est le fils de Ian et Vanda Forrest. Comme son père, ancien joueur des Parramatta Eels, il pratique le rugby à XIII dans sa jeunesse. En cricket, il signe un contrat débutant (rookie) avec l'équipe de Nouvelle-Galles du Sud à l'âge de 18 ans. Il dispute ses deux premiers matchs dans le Sheffield Shield au cours de la saison 2006-2007 et signe son premier contrat professionnel à l'issue de celle-ci, à 21 ans.
En novembre 2007, il réalise son premier century en match catégorisé first-class, 177 courses, contre la Tasmanie au Sydney Cricket Ground.  En 2008, il participe à une tournée en Inde avec l'équipe d'Australie A, la « réserve » de la sélection nationale. En l'absence de nombreux internationaux, il fait partie d'un groupe de jeunes joueurs sur lesquels s'appuie la Nouvelle-Galles du Sud pour la saison 2008-2009. En octobre 2008, il réussit un score de 135 courses et une association (partnership) de 235 courses avec son coéquipier Phillip Hughes. Sa meilleure saison avec les Blues se déroule en 2009-2010 lorsque, disputant cinq rencontres de Sheffield Shield, y accumulant ses courses à la moyenne de 64,57. Il est à nouveau sélectionné en équipe A d'Australie en 2010, cette fois-ci pour affronter le Sri Lanka A. Il participe à nouveau à cinq parties du Sheffield Shield en 2010-2011.
En juin 2011, il rejoint le Queensland pour la saison 2011-2012, dans le but d'augmenter la fréquence de ses apparitions sur le terrain. Il est en tête du nombre de courses marquées après les matchs de la première partie du Sheffield Shield, 581 courses à la moyenne de 58,10, mais, au même moment de la saison, n'a marqué que 176 courses à la moyenne de 29,33 en Ryobi Cup. Cette dernière statistique ne l'empêche pas d'être appelé, fin janvier 2012, dans le groupe de l'équipe d'Australie qui dispute à domicile un tournoi avec l'Inde et le Sri Lanka. Il fait ses débuts internationaux en One-day International contre les Indiens à l'Adelaide Oval d'Adélaïde le 12 février 2012, réussissant 66 courses. Ses premiers pas internationaux sont une réussite : il marque 238 courses au cours de ses quatre premiers matchs, dont 104 lors du quatrième alors qu'il évolue en tant que troisième batteur, à une place occupée pendant de nombreuses années par Ricky Ponting, qui vient d'être écarté de l'équipe pour une succession de mauvaises performances.

## Bilan sportif

### Principales équipes
| Équipe                 | Test                  | ODI                   | Twenty20    |
| ---------------------- | --------------------- | --------------------- | ----------- |
| Australie              |                       | 2012 -                |             |
| Équipe                 | First-class           | List A                | Twenty20    |
| Nouvelle-Galles du Sud | 2006-2007 - 2010-2011 | 2007-2008 - 2010-2011 |             |
| Queensland             | 2011-2012 -           | 2011-2012 -           |             |
| Brisbane Heat          |                       |                       | 2011-2012 - |

### Statistiques
Lors de sa première sélection en One-day International (ODI) avec l'équipe d'Australie, Peter Forrest réalise un score de 66 courses. Il est le onzième débutant australien à passer la barre des 50 courses dans ce format.